# شهرستان گری (تگزاس)

موقعیت شهرستان در ایالت تگزاس

گری یکی از شهرستان‌های ایالت تگزاس می‌باشد.
این شهرستان در شمال این ایالت است.
جمعیت این شهرستان در سال ۲۰۱۰ میلادی معادل ۲۲۵۳۵ نفر بود.